# Eine Frau, die weiß, was sie will (1958)
Eine Frau, die weiß, was sie will ist ein deutscher Spielfilm aus dem Jahre 1957 von Arthur Maria Rabenalt mit Lilli Palmer in einer Doppelrolle. Die Geschichte basiert auf der gleichnamigen zweiaktigen, musikalischen Komödie von Oscar Straus.

## Handlung
Die Geschichte spielt in Mitteleuropa zur Jahrhundertwende. Angela Cavallini, von ihren Bewundern ehrfurchtsvoll „La Cavallini“ genannt, ist gestorben. Sie galt als einer der größten Revuestars ihrer Zeit. Nun ist guter Rat teuer, denn im Apollo-Theater von Direktor Arpad Kelemen wurde gerade eine neue Revue vorbereitet, und man kennt niemanden, der das Können besitzt, für die Cavallini einspringen zu können. Emmy de la Motte, eine mäßig begabte Soubrette, würde gern in die übergroßen Fußstapfen ihrer Vorgängerin treten, doch trotz gönnerhafter Rückendeckung durch einen potenten Geldgeber überzeugt die junge Dame nicht wirklich. Eines Tages trifft in der Direktion ein riesiger Überseekoffer aus Brasilien ein. Er beinhaltet den Nachlass der Cavallini. In einem Schreiben bittet die Tote darum, den Koffer mit ihren prachtvollen Revuekostümen und der Geldsumme in Höhe von 10.000 Talern in bar ihrer Enkelin auszuhändigen. Direktor Kelemen, Theatersekretär Herzmansky und der Revueautor und Komponist Viktor Keller schöpfen auf einmal Hoffnung: Vielleicht hat womöglich jene Enkelin das Talent der Großmutter geerbt, oder sie ist wenigstens bereit, besagte Geldsumme in das klamme Theaterunternehmen zu investieren.
Als man der jungen Dame ansichtig wird, ist man stark ernüchtert. Die Enkelin heißt Julia Klöhn, ist eine scheue und unscheinbare „graue Maus“ und verdient sich ihren Lebensunterhalt als Turnlehrerin im Lyzeum des Direktors Dr. Kladde, einem rundlichen Gemütsmenschen. So wird rasch der Gedanke verworfen, aus Julia eine neue Cavallini zu machen. Dann aber geschieht etwas Unerwartetes: Der wohlhabende Gönner Emmys hat seine Soubrette in flagranti in den Armen des Kapellmeisters Fritz Hollmann erwischt und will nun schlagartig den Geldhahn zudrehen. Nun ist kein generöser Finanzier mehr da, und auch die Soubrette Emmy kommt angesichts dieses „Skandals“ als Cavallini-Nachfolgerin keinesfalls mehr infrage. Der elegante Charmeur Viktor Keller wird daraufhin von der Theaterdirektion beauftragt, Julia Klöhn schöne Augen zu machen, um sie dazu zu überreden, die nächste Revue zu finanzieren. Die Theater-Unerfahrene sagt zu, stellt aber eine Bedingung: Sie will unbedingt die Hauptrolle spielen. Direktor Kelemen und seine Mannen sind entsetzt, ahnen sie doch, dass sie demnächst ein künstlerisches Desaster erleben werden. Doch sie sollen sich irren: Julia ist talentierter als alle glauben, und außerdem erscheint ihr regelmäßig die tote Großmutter zur künstlerischen Unterweisung und Inspiration … Am Ende entscheidet sich Julia aber dann doch dafür, ihr Glück als Ehefrau Viktor Kellers zu suchen und zu finden.

## Produktionsnotizen
Die Dreharbeiten zu Eine Frau, die weiß, was sie will fand im November/Dezember 1957 in den Münchner Bavaria-Studios statt. Die Uraufführung erfolgte am 25. Februar 1958 im Düsseldorfer Apollo-Kino. Deutsche Fernseherstausstrahlung war am 22. April 1963 im ZDF.
Produzent Hans Abich übernahm auch die Herstellungsleitung. Walter Haag gestaltete die Filmbauten, Herbert Ploberger entwarf die Kostüme. Gerhard Krüger war einfacher Kameramann unter Chefkameramann Werner Krien. Die Geschichte basiert auf einer Idee von Robert Thoeren.

## Kritik
Im Lexikon des Internationalen Films heißt es: „Reizvoll heiteres Kontrastspiel mit Lilli Palmer in einer ergiebigen Doppelrolle.“